# Retrat d'Amèlia de Vilanova i Nadal
El Retrat d'Amèlia de Vilanova i Nadal és una obra de Federico de Madrazo que es troba conservada al Museu Nacional d'Art de Catalunya, gràcies a una donació del germans Monche Maristany i de Wenceslao Vila Monche, el 2013.

## Descripció
L'interès d'aquesta pintura donada al museu, és indubtable tant des del punt de vista iconogràfic com artístic.
El seu autor, Federico de Madrazo, és un dels artistes més rellevants de la pintura romàntica espanyola i, a més, va ser un personatge cabdal de l'ambient artístic oficial del Madrid isabelí, arran dels diferents càrrecs que va ocupar, entre els quals destaca el de director del Museo del Prado.
Des del punt de vista estilístic, aquesta pintura respon perfectament a les característiques dels retrats realitzats per F. de Madrazo en la dècada de 1850, en els quals demostra la seva excel·lència tant en la representació dels trets del personatge, representat mitjançant un sòlid dibuix que evidencia la influència rebuda d'Ingres, com en la plasmació detallada i exuberant de tots els elements ornamentals.
La retratada, pertanyent a una família de l'alta societat barcelonina, es va casar amb Ignasi Girona i Agrafel (1824-1889), un dels vuit fills d'Ignasi Girona Targa, el patriarca d'una de les nissagues més conspícues d'industrials, empresaris i banquers de la Catalunya del segle xix i de principis del xx. Així mateix, cal assenyalar que els Jardins de Vil·la Amèlia, al districte de Sarrià - Sant Gervasi de Barcelona, porten aquest nom en homenatge a Amèlia de Vilanova, ja que originàriament pertanyien a la finca del seu marit, un lloc on la família Girona va estiuejar durant molts anys.